# ライ・トゥ・ミー 嘘は真実を語る
『ライ・トゥ・ミー』（原題 "Lie to Me"）は、アメリカ合衆国のFOXで2009年から2011年にかけて放送されていたテレビドラマ（海外ドラマ）シリーズ。現地では、2010年11月からシーズン3の放送が開始された。FOXは2011年5月10日キャンセルを決定。全3シーズン48話。
日本では、FOXチャンネルが『ライ・トゥ・ミー 嘘は真実を語る』とのタイトルで2010年4月6日に放送を開始し、DVDが『ライ・トゥ・ミー 嘘の瞬間』とのタイトルで発売されている。地上波では2011年4月から朝日放送（2013年3月全シリーズ放送終了）、同年5月からメ～テレ（2013年7月全シリーズ放送終了）とTVQ九州放送、同年10月からテレビ東京シーズン1を放送と西日本放送2011年10月（シーズン1）、2014年1月8日（シーズン2）、7月4日（シーズン3）を放送。熊本放送、2014年1月29日（シーズン3）を放送。

## 概要
精神行動分析学者であるカル・ライトマンが、「微表情」と呼ばれる一瞬の表情や仕草から嘘を見破ることで、犯罪捜査をはじめとするトラブル解決の手助けをする姿を描く。主人公であるカル・ライトマンは、実在の精神行動分析学者であるポール・エクマンをモデルにしている。実際にエクマンが体験したことが、そのまま主人公の過去として描かれている部分がある。
物語は主に一話完結型だが、ライトマンとパートナーのフォスターがそれぞれ別の案件を担当することが多く、1話の中で全く性質の異なる2つの事件が並行して描かれるのが特徴。
嘘を見抜く能力を利益の追求よりも人助けに使うことを重んじており、そのポリシーのもとにFBIや司法機関などに協力することが多いが、研究所自体は公的機関ではないため、時には事件性の無い富豪の個人的な依頼（浮気調査など）を引き受けることもある。
シーズン1では、実際の写真をフラッシュバックとして例示したり、登場人物の台詞で微表情や仕草の解釈について詳細な解説をしていたが、シーズン2以降解説が減り、ライトマンが「判定」のみすることが多くなった。シーズン1で頻繁に登場していた表情写真のフラッシュバックは、シーズン2ではほぼ登場しなくなったものの、シーズン3では１話に1回程度の頻度で復活した。
シーズン1では視聴者数が1000万人を超え順調だったが、シーズン2から平均視聴者数は803万人と下り坂になり、シーズン3では平均500万人台とさらに下降、打ち切りとなった。シーズン3は当初は全22話の予定であったが、13話に短縮された。

## 登場人物
カル・ライトマン博士（Dr. Cal Lightman）
演 - ティム・ロス、日本語吹替 - 平田広明
ライトマン・グループの設立者である著名な心理学者。表情や無意識の動作の研究を専門とする傍ら、その知識を使って部下達と共に様々な犯罪捜査の手助けをする。
明かすべき、または守るべき真実のためには手段を選ばない強固な信念の持ち主で、鑑定にはしばしば挑発や脅し、嘘も用いる。平常は相手が誰であっても遠慮なく顔を眺め回し、ぞんざいな態度で接する変人でもある。
過去に、ある女性の苦しみを見抜くことが出来なかったことから、微表情の研究に足を踏み入れた。元は国防総省の一部門に所属していた模様。オックスフォード大学出身でありイギリス英語を話す。
ジリアン・フォスター博士（Dr. Gillian Foster）
演 - ケリー・ウィリアムズ、日本語吹替 - 加藤優子
カルと共にライトマン・グループのパートナー（共同経営者）を務める心理学者。カルとは国防総省以来の同僚であり、信頼関係で結ばれている。知的な常識人であり、嘘や挑発を使った調査はあまり行わないが、カルと組んで動くときは、彼の芝居の片棒を担ぐこともある。
シーズン1では既婚者だが最終話で離婚。シーズン2以降、カルと微妙な関係になる。甘党である。
リア・トーレス（Ria Torres）
演 - モニカ・レイマンド、日本語吹替 - 皆川純子
カルの部下。優れた観察力と、学問や研究によらない直感によって他人の心理を見抜く才能を持つ。空港の手荷物検査係として働いていたが、第1話でカル、ジリアンによってスカウトされる。その才能の背景として、少女期は父親に、成長してからは恋人に暴力を受けていたらしいことが示唆される。精神も強く、素性を偽っての潜入調査に従事することもある。才能を買われているが故に、カルからは特に厳しい扱いを受ける。
シーズン1で黒人警護官と恋愛関係になったが、彼はシーズン2以降は登場していない。
イーライ・ローカー（Eli Loker）
演 - ブレンダン・ハインズ、日本語吹替 - 杉山大
カルの部下。徹底的なまでに正直であることを信条としており、相手を不快にすると分かっていても思ったことを口にする男。
シーズン1でとある事件の決着を巡って暴走、研究所を危機に陥れて辞職を願い出るが、カルの計らいにより以降は無給の研究員待遇で勤務する。リアにとっては先輩職員でもあるが、言動が祟って尊敬されていない。
特技はギター。シリーズ中のエピソードでは意外にもてている。
エミリー・ライトマン（Emily Lightman）
演 - ヘイリー・マクファーランド、日本語吹替 - 安武みゆき
カルの娘。16歳。時折、表情を読みとる才能を見せる。親からの干渉を嫌がる大人びた少女だが、麻薬がらみのパーティに参加させられるなどカルから見て危うい行動も多い。父とは異なり、標準的なアメリカ発音の英語を話す。
ゾーイ・ランドー（Zoe Landau）
演 - ジェニファー・ビールス
カルの元・妻であり、エミリーの実の母親である。連邦司法省の検事であり、後に独立して弁護士として開業する。検事としても弁護士としても担当の事件でライトマン・グループに協力を要請している。白人と黒人との（人種的な意味における）ハーフである。シーズン1登場時には恋人がいたが、のちにカルとときどき関係を持つようになる。
ベン・レイノルズ（Ben Reynolds）
演 - メキ・ファイファー、日本語吹替 - 杉村憲司
FBI捜査官であり、研究所に対するFBIからの連絡官のような位置付けであると同時に、様々な事件の現場や取り調べにおいてライトマン・グループと協力している。シーズン2最終話で銃弾に倒れ、助かったものの研究所から去る。のちにデスクワークに移ったことがディロンから明かされている。
バーナード・ディロン（Bernard Dillon）
演 - コナー・オファレル/日本語吹替 - 谷口節
レイノルズの上司。かつてカルの鑑定により出世が遅れたことで彼とわだかまりがあり、事件で顔を合わせるたびに衝突している。
シャロン・ワロウスキー（Sharon Wallowski）
演 - モニーク・ガブリエラ・カーネン
所轄署のラテン系女性刑事。シーズン2最終話で登場、シーズン3でもカル・ライトマン研究所に司法サイドの人間として関わるほか、カルと個人的にも良好な関係を持つ。

## エピソードタイトル

### 第1シーズン
- アメリカ(FOX)：2009年

|        | タイトル（邦題） | 原題              | オリジナル放送日 |
| ------ | ---------------- | ----------------- | ---------------- |
| 第1話  | 嘘を見抜く男     | Pilot             | 2009年1月21日    |
| 第2話  | 小隊の秘密       | Moral Waiver      | 2009年1月28日    |
| 第3話  | 優等生の悲劇     | A Perfect Score   | 2009年2月4日     |
| 第4話  | 結婚の真実       | Love Always       | 2009年2月18日    |
| 第5話  | 憎しみの傷跡     | Unchained         | 2009年3月4日     |
| 第6話  | 善意の罪びと     | Do No Harm        | 2009年3月11日    |
| 第7話  | 欲望と大義       | The Best Policy   | 2009年3月18日    |
| 第8話  | 絶望の連鎖       | Depraved Heart    | 2009年4月1日     |
| 第9話  | 虚構の崩壊       | Life Is Priceless | 2009年4月8日     |
| 第10話 | 人生の伴侶       | The Better Half   | 2009年4月22日    |
| 第11話 | 潜入捜査         | Undercover        | 2009年4月29日    |
| 第12話 | 模倣犯           | Blinded           | 2009年5月6日     |
| 第13話 | 真実の代償       | Sacrifice         | 2009年5月13日    |

### 第2シーズン
- アメリカ(FOX)：2009年 ～ 2010年

|        | タイトル（邦題）     | 原題                  | オリジナル放送日 |
| ------ | -------------------- | --------------------- | ---------------- |
| 第1話  | 素顔の告白           | The Core of It        | 2009年9月28日    |
| 第2話  | 運命の歯車           | Truth or Consequences | 2009年10月5日    |
| 第3話  | 命の値段             | Control Factor        | 2009年10月12日   |
| 第4話  | 侵入者               | Honey                 | 2009年10月19日   |
| 第5話  | 過去の亡霊           | Grievous Bodily Harm  | 2009年10月26日   |
| 第6話  | 重要証人             | Lack of Candor        | 2009年11月9日    |
| 第7話  | ブラック・フライデー | Black Friday          | 2009年11月16日   |
| 第8話  | 戦場のクリスマス     | Secret Santa          | 2009年11月23日   |
| 第9話  | ゲームの達人         | Fold Equity           | 2009年11月30日   |
| 第10話 | 爆弾犯               | Tractor Man           | 2009年12月14日   |
| 第11話 | 悪魔の微笑           | Beat the Devil        | 2010年6月7日     |
| 第12話 | 告白                 | Sweet Sixteen         | 2010年6月14日    |
| 第13話 | 毒婦の仮面           | The Whole Truth       | 2010年6月21日    |
| 第14話 | 英雄の正体           | React to Contact      | 2010年6月28日    |
| 第15話 | 歪んだ正義           | Teacher and Pupils    | 2010年7月12日    |
| 第16話 | 姉妹                 | Delinquent            | 2010年7月19日    |
| 第17話 | 苦い勝利             | Bullet Bump           | 2010年7月26日    |
| 第18話 | ファイトクラブ       | Headlock              | 2010年8月2日     |
| 第19話 | ハーメルンの笛吹き   | Pied Piper            | 2010年8月16日    |
| 第20話 | 暴露                 | Exposed               | 2010年8月23日    |
| 第21話 | 父と娘               | Darkness and Light    | 2010年8月30日    |
| 第22話 | 不都合な真実         | Black and White       | 2010年9月13日    |

### ファイナル・シーズン
- アメリカ(FOX)：2010年 ～ 2011年

|        | タイトル（邦題）   | 原題              | オリジナル放送日 |
| ------ | ------------------ | ----------------- | ---------------- |
| 第1話  | 制裁               | In the Red        | 2010年10月4日    |
| 第2話  | パラサイト・マザー | The Royal We      | 2010年10月11日   |
| 第3話  | 相棒               | Dirty Loyal       | 2010年10月18日   |
| 第4話  | ダブル・ブラインド | Double Blind      | 2010年10月25日   |
| 第5話  | 炭鉱のカナリア     | The Canary's Song | 2010年11月8日    |
| 第6話  | 堕ちたカリスマ     | Beyond Belief     | 2010年11月15日   |
| 第7話  | ベロニカの世界     | Veronica          | 2010年11月22日   |
| 第8話  | ソウル・ファミリー | Smoked            | 2010年11月29日   |
| 第9話  | 封印された記憶     | Funhouse          | 2011年1月10日    |
| 第10話 | 理想の夫           | Rebound           | 2011年1月10日    |
| 第11話 | 救命士             | Saved             | 2011年1月17日    |
| 第12話 | 誘拐               | Gone              | 2011年1月24日    |
| 第13話 | 殺意のネットワーク | Killer App        | 2011年1月31日    |

## スタッフ
- 企画 - サミュエル・ボーム
- 制作総指揮 - サミュエル・ボーム、ブライアン・グレイザー、ショーン・ライアン、デヴィッド・ネヴィンズ
- エグゼクティブ・プロデューサー - スティーブン・マエダ
- オープニングソング  - 「Brand New Day」、ライアン・スター